# Komës
Komës, ook wel Komsi of Komësi genoemd, is na de gemeentelijke herinrichting van 2015 een deelgemeente (njësitë administrative përbërëse) van de Albanese stad (bashkia) Mat. Het is door middel van een landweg verbonden met Burrel.
De deelgemeente is vrij uitgestrekt, maar dunbevolkt; zij bestaat uit de kernen Batër e Madhe, Batër e Vogël, Frankth, Fshati Burrel, German, Kodër Qerre, Komsi, Midhë, Selixë en Zall-Shoshaj.